# Домініка Міргова
Домініка Міргова (словац. Dominika Mirgová) — словацька співачка та акторка з міста Трнава. У 2007 році була учасницею третьої серії реаліті-шоу Slovensko hľadá SuperStar, на якому зайняла друге місце. У 2008 році видала свій дебютовий альблм Dominika Mirgová, з якого на радіостанціях з успіхом крутять сингл «Skoro ako v sne». Після довгої паузи вона повернтається у 2012 році з синглом «Nová». Подальшими синглами були «Kto je on» (за участю Роберта Буряна), «Labuť» та «L.A.S.K.A» (за участю Rakby). У 2013 році видала альбом Nová, в якому окрім згаданих пісень, також містилися сингли «Swing» та «Je koniec».

## Сингли
- 2010: Cesta snov
- 2013: Je Koniec (ft. Kali)
- 2013: L.A.S.K.A. (ft. Rakby)
- 2013: Swing (ft. Mafia Corner)

## Альбоми
- 2008: Dominika Mirgová
- 2012: NOVÁ